# Fehér Miklós (tájékozódási futó)
Fehér Miklós (Egerszalók, 1931. április 15. – Gyöngyös, 2018. augusztus 26.) válogatott versenyző, I. osztályú versenybíró, edző, a tájékozódási futás kialakulásának kiemelkedő személyisége.

## Család
Felesége, Pannika néni volt aki szintén tanár, egy iskolában dolgoztak.

## Pályafutása
Az Egri Haladásban kezdett versenyezni 1952-ben, amit a Gyöngyösi Lendületben, Bástyában és Pedagógusban folytatott. 1959-ben a Budapesti Pedagógus csapatával részt vett az első skandináviai versenykörúton Finnországban. Ő használta először a tájékozódási futás kifejezést és készített magának laptájolót. 
Három éven át képviselte a magyar színeket. 1959-ben tagja volt a Nemzetközi Balaton Kupán győztes csapatnak. 1961-ben Csehszlovákiában Kővárival párban harmadikak lettek a svédek mögött.
A Mátra Klub szakosztályvezetője volt, Mátra Kupákat rendezett. 1964-ben a Keletmagyar Válogatottak Tornájára készített térképet. A tardosi térképre a „kóbor apácák” megtévesztésére Füzér vasúti megálló nevet írt. Miközben éjjelente fekete autóval vitték be sporttársakat a Gyorskocsi utcába. Egy erdőben talált fotózott versenytérkép eredetét nyomozták. 
1968-tól a Budapesti Spartacusban versenyzett és rendezett, de fő élettere a Mátra volt. Minden zugát ismerte, de nem tudott betelni vele, fáradhatatlanul járta és fotózta.
A Mátra turistatérképek társadalmi lektora volt 1958-tól 2002-ig. Az 1962-es Mátra útikalauz egyik szerzője.
A gyöngyösi 5. sz. Általános Iskola rajztanára volt, grafikus, szakkönyveket illusztrált és megszállott természetfotós volt, főleg vadászújságoknak dolgozott, fotószakkört vezetett.

## Szerepek
Másfélmillió lépés Magyarországon (1979), A Mátra gerincén c. epizódban.